# Slim
Slim (ныне Slimus; настоящее имя — Вади́м Вита́льевич Мотылёв; род. 21 января 1981, Москва) — российский рэп-исполнитель, битмейкер и саунд-продюсер, бывший участник групп «Дымовая завеса» и Centr. Сооснователь лейбла «ЦАО Records», основатель лейбла AzimutZvuk.

## Биография
Вадим Мотылёв родился 21 января 1981 года в Москве. С детства его любимым увлечением была музыка. Учился в 569-й (район «Зюзино») и 204-й школах города Москва, высшее образование получил в Финансовом университете при Правительстве РФ.

### Творчество

#### 1996—2006: группа «Дымовая завеса»
Музыкой Мотылёв начал увлекаться ещё в 1993 году после прослушивания альбомов Public Enemy, Run-D.M.C., Ice T, Snoop Dogg, Ice Cube. В конце 1996 года вместе с Lexus’ом создал рэп-группу «Дымовая завеса», в которой отвечал за музыку и тексты. Были записаны первые студийные треки. Тогда же произошло знакомство с участниками рэп-объединения «Дремучие», которые пригласили их в свой состав. В 1997 году группа дебютировала в компиляции «Просто рэп» и альбоме «Дремучих», «183 дня», а также впервые выступила на концерте, организованном «Дремучими».
С 1999 года рэпер начал экспериментировать с написанием музыки. Первым опытом стали «Эксперимент» и инструментальный трек «Порно». В это время Slim познакомился с Виктором «Мутантом» Шевцовым, звукорежиссёром «Дельфина». Благодаря этому знакомству в дебютном альбоме группы появился трек «Розовый рэгги», музыку к которому создал «Дельфин».
В 2000 году у группы вышел дебютный альбом «Без контрацепции», а в начале 2003 года — «Вы хотели правды?». Следующий альбом под названием «Взрывное устройство» вышел в 2004 году. При его записи Мотылёв познакомился с Алексеем Долматовым (Rolexx), с которым был записан трек «Свадьба». В результате этого знакомства Slim написал практически всю музыку к дебютному альбому Rolexx’а (с 2004 года — «Guf») «Город дорог» (2007), а также принял гостевое участие в качестве рэпера. В это же время он получил приглашение стать участником проекта Centr, в который уже входили «Принцип», «Птаха» и Guf. Работа над пластинкой «Центра» шла одновременно с записью нового альбома «Завесы» и дебютных релизов Guf’а и «Птахи».
В конце 2006 года вышел четвёртый альбом «Дымовой завесы», «Этажи», после чего проект был заморожен на неопределённое время.

#### 2007—2013: группа Centr и сольные релизы
После выхода альбома «Этажи» Slim вместе с Guf’ом и «Птахой» полностью посвятил себя созданию первого альбома «Качели» группы Centr, который вышел 25 октября 2007 года. Альбом принёс группе известность, а в 2008 году она стала победителем MTV Russia Music Awards в категории «хип-хоп» за песню «Город дорог». В 2008 году вышел второй альбом «Эфир в норме». В 2009 году Guf покинул коллектив.
В конце сентября 2009 года вышел дебютный альбом Slim’а «Холодно». Первый видеоклип из альбома был снят на одноимённую песню, который даже через два месяца после релиза являлся одним из самых просматриваемых на сайте Rap.ru.
В одном из интервью Slim рассказал о втором сольном альбоме:
Я не буду зарекаться, что никаких альбомов под маркой группы Centr больше не будет. Хотя мы могли бы погнаться за деньгами, быстро записать новый альбом группы Centr под девизом «Вы узнаете всю правду», и он бы расходился как горячие пирожки. Но этого делать не будем. Это не честно по отношению к нашему слушателю. Может, позже соберёмся с мыслями, время покажет. Я пока начал писать второй альбом. Торопиться не хочу, хочу понять, в какую сторону двигаться. «Холодно» — мне нравится и много хороших отзывов, но повторять я его не буду.
В июне 2010 года появился трек «Spice Baby», являющийся ответом на клип Guf’а «100 строк», впоследствии на него был снят видеоклип-пародия (на видео Guf’а «Ice Baby»). 10 февраля 2011 года на компакт-дисках был выпущен альбом «Отличай людей».
Следующим релизом от Slim’a стал совместный альбом с группой «Константа» под названием «Азимут», который вышел 1 июня 2011 года. Он был представлен на портале Rap.ru. «Азимут» изначально был выпущен как интернет-релиз, а позже поступил в розничную продажу.
3 ноября 2011 в продажу поступил совместный альбом групп Centr и «Легенды про…» с названием «Легенды про…Centr».
15 марта 2012 года на музыкальном ресурсе «Яндекс. Музыка» был выложен новый мини-альбом под названием «Весна-Лето». В конце марта 2012 года прошла хип-хоп-премия Stadium RUMA 2012, где альбом «Легенды про…Centr» стал «Альбомом Года», а Slim победил в номинации «Артист Года».
20 августа 2012 года на сервисе «trava.ru» для прослушивания стал доступен третий сольный альбом Slim’a под названием «Cen-Тропе». В конце года YouTube Rewind подвёл итоги по всем самым ярким кадрам, событиям и образам, которые запомнились в 2012 году. Ролик Slim’а «Девочка» попал в список видео России с наиболее высокой скоростью возрастания просмотров в 2012 году.

#### 2013 — настоящее время
Ещё в конце 2012 года стало известно, что Slim и андеграунд-рэп-исполнители Раскольников и Барбитурный объединились для записи совместного мини-альбома под рабочим названием «Спешл фо ю», название вскоре поменялось на EP 2013. Интернет-релиз этого альбома состоялся 4 февраля 2013 года. 5 мая был опубликован видеоклип на песню «Злое соло», в преддверии сольного концерта, который состоялся 17 мая в Москве. 5 июня был опубликован видеоклип на песню «Если честно» группы D.L.S. и Слима.. 18 июля вышел видеоклип на песню «Улица» группы «Новый союз», гостевое участие в котором принял Slim. 31 июля был опубликован видеоклип на песню «Лото». 29 ноября был опубликован клип на песню «Чёрная снежинка». 29 декабря Slim дал первый концерт в Москве. Первым пробным шагом было исполнение ранее шести треков на майском концерте в Москве. Как и в тот раз, для этого выступления Мотылёв пригласил музыкантов из «Аффект-Соло band». Вместе они подготовили большую программу для этого концерта: всем известные песни были исполнены под живую музыку.
3 февраля 2014 года были опубликованы список композиций и обложка четвёртого сольного альбома Слима «Лото 33». 17 марта состоялся его релиз. 3 ноября был выпущен альбом с живым звуком совместно с АФФЕКТ СОЛО под названием «СИМФОНИЯ НОМЕР 5».
11 марта 2016 Slim в составе группы Centr выпустил альбом «Система». 2 апреля группа Centr дала последний концерт. 3 ноября Slim выпустил свой пятый студийный альбом IKRA.
16 июня 2017 года ZM Nation и AzimutZvuk выпустили совместный альбом с Guf’ом под названием GuSli, состоящий из 9 треков. 14 июля у исполнителя Schokk состоялся релиз студийного альбома «Лёд. Часть 2», в котором рэпер принял участие в одном из треков. 30 ноября состоялся релиз второй части совместного альбома с Guf’ом под названием GuSli II.
14 марта 2018 года состоялся выход мини-альбома «Место под солнцем», в котором Слим выступил под своим альтер эго — Slimus. Альбом состоит из восьми сольных композиций.
4 августа 2019 года рэпер выпустил новый трек с одноимённым видеоклипом под названием «Школа».
5 февраля 2020 года рэпер Иван Особов и Slim из-за претензии православных активистов удалили своё видео «С лёгким паром»
В 2022 году Slimus переехал жить в США, после чего выпустил альбомы «Вид на жизнь» (совместно с «Бразильцем») (2022) и «Спокойной ночи, малыши, ч.2» (2024). Летом 2024 года рэпер запланировал гастрольный тур по России. Первый концерт тура состоялся 7 июня в Москве, следующий должен был пройти в Екатеринбурге 15 июня, однако местные жители оказались возмущены этим событием и попросили члена Общественной палаты РФ Екатерину Мизулину принять меры. В результате Мизулина попросила Генпрокуратуру и МВД РФ проверить творчество Слимуса, поскольку в песнях рэпера она увидела «пропаганду наркотиков, оскорбление чувств верующих, дискредитацию армии, поддержку Зеленского». После жалоб Мизулиной концерт Слимуса в Екатеринбурге был перенесён на следующий месяц. 4 июля стало известно, что концерт был отменён из-за «угрозы совершения массовых беспорядков».

## Конфликты

### Конфликт с Guf’ом
В мае 2010 года Guf опубликовал в сети видеоклип «100 строк», являющийся «видеообращением» к народу, где рассказывал о своей семье, о том, как он ею дорожит, упомянул распад группы Centr, но не открыл секрет, почему из неё ушёл. Клип является диссом на его бывших друзей — Slim’а и «Птаху», а также на Павла Волю (мягкая насмешка в форме благодарности на его ответ), фейковые странички в социальной сети «ВКонтакте», пиар над его поклонниками в интернете. В видео показан Guf, прогуливающийся по городу, который, не спеша, идёт домой, по пути встречает «Принципа» и уходит вместе с ним в подъезд. Видео вызвало огромный скандал в сети среди поклонников рэперов.
Позже Slim ответил на это видео. Его очень задела эта песня, поскольку до этого он записал с Guf’ом песню «Отличай людей», где Guf говорит о том, что его знакомый Маркус очень «хороший друг», но куплет Slim’а почему-то противоположно охарактеризовывает данного персонажа. Трек был записан в этом виде, поскольку Guf заменил все инструменталы и вырезал куплеты Slim’а из готовящегося второго альбома «Дома», хотя были доделаны уже почти все треки. Slim снял видеоклип под названием «Spice Baby», который является пародией на видео Guf’a «Ice Baby» и одновременно диссом-ответом на клип «100 строк». В видео клипе Slim изображает в карикатурном виде Guf’a: картавит, употребляет его крылатые фразы, надев шапку в форме головы «Гуфи», намекая на псевдоним, «раскрывает» некоторые слабости Guf’a, также неоднократно называет неприятеля «хитрым евреем». В клипе «Spice Baby» принял участие «Птаха», а также были показаны отрывки из записей интервью с Guf’ом и клипа «100 строк» и других его треков (неизданная «Под балконом» и куплет из песни «В норме» из альбома «Эфир в норме»).
Мне вообще кажется, что такие ситуации лучше выяснять при личной встрече, но наверное Алексею удобнее общаться посредством видеороликов. Я, кстати, из них узнал для себя много нового. Лёха, если ты так любишь записывать видеообращения, может быть ты снимешь ещё одно и в нем расскажешь, почему же распалась группа Centr? Думаю, твоим фанатам это было бы очень интересно. По поводу того, что «они выносят» — я не знаю, кто они: либо я, либо Птаха — выносят сор из избы, то никто сор этот и не выносит, потому что если его вынести, то народ, мягко говоря, о…еет!Slim

## Музыка Slim’a
Slim также является битмейкером. Он создал большинство музыки как для своих сольных, так и для альбомов своих групп «Дымовая завеса» и Centr; автор музыки в альбомах «Город дорог» Guf’а, «Весы» и «Кислород» Стрижа, «Ни о чём» «Птахи», «Азимут» (совместно с «Константой») и «Легенды про…Centr» (совместно с «Легенды про…»).

## Личная жизнь
Женат на Елене Мотылёвой. Летом 2013 года родился сын Леон.

## Дискография
| - 2009 — «Холодно» - 2011 — «Отличай людей» - 2012 — «Cen-Тропе» - 2014 — «Лото 33» - 2016 — «Ikra» - 2019 — «Тяжёлый люкс» - 2020 — «Новичок» - 2023 — «Спокойной ночи малыши» - 2024 — «Спокойной ночи, малыши - 2» - 2025 — «Спокойной ночи, малыши - 3» Мини-альбомы - 2012 — «Весна-лето» - 2013 — 2013 (совместно с Раскольниковым и Барбитурным) - 2018 — «Место под солнцем» - 2018 — «Место под луной» - 2021 — «Самбо белого мотылька» Сборники - 2014 — The Best - 2017 — «Beats and loops from my hard (2003—2006)» - 2019 — The Best II Микстейпы - 2019 — «Ферма» Синглы - 2012 — «Бывшая (Правильно)» (уч. 5P) - 2013 — «Лото» - 2013 — «Чёрная снежинка» - 2014 — «Пусть» (TRUEтень при уч. Slim) - 2014 — «Плохое-хорошее» (уч. «Каспийский Груз») - 2015 — «Гадости» (TRUEтень при уч. Slim) - 2015 — «Махаон» - 2018 — «Ошибка (Первая версия)» (при уч. Guf) - 2018 — «С лёгким паром» (при уч. «Особов») - 2019 — «SPIRIT» (при уч. Onyx & Miko) - 2019 — «Дразнишь пустоту» (при уч. Стриж) - 2020 — «Спасай себя сам» - 2020 — «Холодное лето» (при уч. Гио Пика) - 2020 — «Кипарис» (при уч. TRUEтень) - 2020 — «УКРАЇНСЬКИЙ ТРЕП» (при уч. 044 ROSE) - 2021 — «Будет Очень Круто» | Совместные альбомы - 2011 — «Азимут» (совместно с группой «Константа») - 2014 — «Симфония номер 5» (совместно с группой «Аффект Соло») - 2017 — GuSli (совместно с Guf) - 2017 — GuSli II (совместно с Guf) - 2020 — «Улей» (совместно с ВесЪ) - 2022 — «Вид на жизнь» (совместно с «Бразильцем») В составе группы Centr: - 2007 — «Качели» - 2008 — «Эфир в норме» - 2011 — «Легенды про…Centr» (совместно с группой «Легенды про…») - 2016 — «Система» В составе группы «Дымовая завеса»: - 2000 — «Без контрацепции…» - 2003 — «Вы хотели правды?» - 2004 — «Взрывное устройство» - 2006 — «Этажи» - 2007 — «Лучшее 97-07» В составе AzimutZvuk: - 2015 — «Погружение» - 2015 — «Погружение 2.0» - 2017 — «Погружение 3.0» В составе группы Centr - 2014 — «Виражи» - 2015 — «По-жести» - 2015 — «Гудини» (при уч. «Каспийский груз») - 2015 — «Нюни-2» - 2016 — «Далеко» |

### Участие
| - 2004 — «Подарок» (совместный альбом Guf’а и Принципа) - 2004 — «Д из 13» (альбом Дэ (группа 13 B-Side Clique) - 2006 — «Вес» (альбом группы Kunteynir) - 2007 — «Город дорог» (альбом Guf’а) - 2007 — «Блёвбургер» (альбом группы Kunteynir) - 2008 — «Держись крепче» (микстейп группы «25/17») - 2008 — «Весы» (альбом Стрижа) - 2008 — Piratka Mixtape (микстейп Nonamerz) - 2009 — «Гильзы… Патроны…» (альбом группы True Star) - 2009 — «Ни о чём» (альбом Птахи) - 2010 — «Рифмы под колпаком» (альбом группы «Варианты») - 2010 — «Завтрак для улиц» (мини-альбом D.masta) - 2010 — «Выход из темноты» (альбом Смоки Мо) - 2010 — «План Дэ» (альбом Дэ) - 2010 — «Кислород» (альбом Стрижа) - 2010 — «Плохо» (альбом группы «Н.П.М.») - 2010 — «КИНОпробы. Рэп-трибьют» (альбом) - 2010 — «Если буду…» (альбом Ай-Q) - 2011 — «Онлайн» (альбом группы D.L.S.) - 2011 — «Самопал» (альбом группы «VBT Вектор Beat») - 2011 — «Прежде чем» (альбом Menace Society) - 2011 — «Движение» (мини-альбом Phil Palevo) - 2011 — «Качай» (мини-альбом Кости Беса) - 2011 — «Живым» (альбом Артёма Татищевского) - 2011 — «Агрессия» (альбом Pra(Killa’Gramm)) - 2011 — «Не спать» (альбом группы «Адвайта») - 2011 — Mixfiles (микстейп D.masta) - 2012 — Лучшее (сборник Кота Балу) - 2012 — «Featиль часть 1» (сборник Ай-Q) - 2012 — ID (альбом Стрижа) - 2012 — «Не потеряй себя (The Best Of)» (сборник Стрижа) - 2012 — «Старые тайны» (альбом Птахи) - 2013 — «ЕРзод 3» (мини-альбом группы «Новый Союз») - 2013 — «Троица (часть 1)» (мини-альбом группы «Каспийский Груз») - 2013 — «Алатан» (альбом Ahimas’a) - 2013 — «МиР» (альбом Кости Беса) - 2013 — ЕР (мини-альбом группы «Константа» и битмейкера Izza) - 2013 — «Крест на крест» (альбом Ветла Удалых) - 2014 — «Пиджакикостюмы» (альбом группы «Каспийский Груз») - 2014 — «Вспомнил 2.0» (альбом ХТБ) - 2014 — «Классики» (альбом группы «Легенды про…») - 2014 — Creme de la Creme (альбом Kreem’a) - 2014 — «Лоб в лоб» (альбом TRUEтня) - 2014 — «Monster 2» (альбом Popek’а) - 2015 — «Сторона А/Сторона Б» (альбом группы «Каспийский Груз») - 2015 — «Новое, Лучшее, Неизданное» (сборник TRUEтня) - 2015 — «Второй мир» (альбом Кости Беса) - 2015 — «Троица (часть 5)» (альбом группы «Каспийский Груз») - 2015 — «Еще» (альбом Guf’a) - 2015 — «Раствор» (альбом TRUEтня) - 2016 — «the ВесЪ» (альбом ВесЪ’а) - 2016 — «Букет» (альбом L’а) - 2016 — «Пятка» (альбом Rigos’а) - 2017 — «Шоу Улиц Гетто 2,5» (альбом Yanix’а) - 2017 — «SLVGRDSKY» (альбом Slamo) - 2017 — «Акоазм» (альбом группы «Полумягкие») - 2017 — «Москва. Miko Production» (альбом Miko) - 2017 — «Абориген» (альбом 5 Плюх) - 2017 — «Лёд. Часть 2» (альбом Schokk’a) - 2018 — «Сториз» (альбом DJ Nik One) - 2018 — «ZODIAC» (альбом KRESTALL / Courier) - 2019 — «2019» (альбом Рыночных Отношений) - 2019 — «Пиратский» (альбом Особова) - 2019 — «HEAVY TRAFFIC» (Сборник) - 2019 — «31FM» (альбом Красного Дерева) - 2020 — «ALI» (альбом Лигалайза) - 2020 — «Дорога в облака» (альбом Kunteynir) - 2020 — «ВесЪокосный Год» (альбом ВесЪ) - 2021 — «FAIRPLAY» (альбом «Особова») | Треки, неизданные в альбомах Slim’a. - 2002 — «Не забудем» (уч. Limit) - 2008 — «Как настроение?» - 2009 — «Отличай людей» (уч. Guf) - 2009 — «Имени Ленина» (уч. Guf) - 2009 — «Высота» (уч. Guf) - 2010 — «Spice Baby» - 2010 — «Это твоя жизнь» (уч. Fenomen) - 2011 — «Птаха, с Днём Рождения» (уч. «Легенды про…», «Н. П. М.», MTI, Маша Куркова, «21 глава», IgnatBeatz, Нати Целовати, RusKey, Кирилл Кадет) - 2011 — «Аппетит растёт» (уч. Para aka Paravoz) - 2011 — «Мама» (уч. «Восточный округ») - 2011 — «Проснёшься» (уч. Словетский, Лок Дог) - 2012 — «Тоска» (уч. Раскольников («ТВЖ») - 2012 — «Культурная программа» (уч. «ТВЖ») - 2012 — «Власть» (уч. «ТВЖ», Околорэп) - 2012 — «По-прежнему» (уч. Словетский, Раскольников («ТВЖ») - 2013 — «Телега» (уч. Рем Дигга, Нигатив, Гига) - 2013 — «О любви» (уч. Раскольников, Барбитурный) - 2013 — «Стаи» (уч. Джино) - 2016 — «Кролик» - 2018 — «Выхода нет 1996» - 2018 — «Скажи» (уч. Guf, Rigos, TAHDEM Foundation, Obe 1 Kanobe) |

## Фильмография
| Видеоклипы - 2009 — «Холодно» - 2009 — «Бег» (уч. Константа) - 2010 — «Крылья» (уч. Ай-Q) - 2010 — «Будь осторожен» - 2010 — «Демоны» (уч. Константа) - 2010 — «Spice Baby» - 2011 — «Шаги» (уч. VBT Вектор Beat) - 2011 — «На облаках» (уч. Артём Татищевский) - 2011 — «Шум» - 2011 — «Тайное становится явным» (уч. Стриж) - 2012 — «Звезды свет» (уч. НеБезДари) - 2012 — «Свадьба 2» - 2012 — «Девочка» - 2012 — «Вэлкам ту Центропе» - 2012 — «Наведение резкости» - 2012 — «Шлягер» - 2013 — «Если честно» (уч. D.L.S.) - 2013 — «Мимими» - 2013 — «Злое соло» - 2013 — «Лото» - 2013 — «Чёрная снежинка» - 2014 — «Летняя» (уч. Daffy) - 2014 — «Хорошая песня» - 2014 — «Математика» - 2015 — «Фейерверк» (уч. Стриж) - 2015 — «Мальвина» - 2015 — «Экстремистский рэп» - 2016 — «Узоры» - 2017 — «Двигай» (уч. Daffy) - 2017 — «Успех» - 2018 — «Во все тяжкие» - 2018 — «Capital» - 2018 — «Мёртвый президент» - 2019 — «Намедни» - 2019 — «Школа» Как приглашённый артист - 2008 — «Дело было вечером» (Стриж при уч. Slim) - 2009 — «Луна» (Птаха при уч. Slim, Витя АК и Стриж) - 2010 — «Онлайн» («D.L.S.» при уч. Slim) - 2010 — «Если буду» (Стриж при уч. Slim и Ай-Q) - 2010 — «Прайм-тайм» («Н.П.М.» при уч. Slim) - 2011 — «Черновики» («Варианты» при уч. Slim) - 2011 — «Не поймать» («Адвайта» при уч. Словетский и Slim) - 2012 — «Не один» (Pra(Killa’Gramm) при уч. Slim) - 2013 — «Улица» («Новый Союз» при уч. Slim) - 2015 — «18+» («Каспийский Груз» при уч. Rigos, Slim) | В составе группы «Дымовая завеса» - 2003 — «Когда не хочется верить» - 2004 — «По ходу решаем…» - 2012 — «Правильно» (уч. 5 Плюх) В составе группы Centr - 2008 — «Город дорог» (уч. Баста) - 2008 — «Трафик» (уч. Смоки Мо) - 2008 — «Ночь» - 2009 — «Зима» - 2009 — «Легко ли быть молодым» - 2011 — «Всё будет» (уч. П.Ё.С) - 2011 — «Те дни» - 2011 — «Понедельник» - 2011 — «Centr (Аутро)» - 2011 — «Дорог город» (уч. Легенды про…) - 2012 — «Просто деньги» (уч. Легенды про…) - 2012 — «Собаки Павлова» (Приглашение на HHAS 2012) - 2013 — «Дядя Федя» - 2014 — «Виражи» - 2015 — «По жести» - 2015 — «Гудини» (уч. «Каспийский Груз») - 2015 — «Нюни 2» - 2016 — «Далеко» (уч. A'Studio) Проект Slim & Konstantah - 2011 — «В чём дело?» (уч. Смоки Мо, DJ Nik-One и Лигалайз) - 2011 — «Азимут» - 2012 — «Зимние мысли» (уч. Костя Бес и Menace Society) - 2012 — «Под пальмами» Проект Slim & Раскольников & Барбитурный - 2015 — «Тоска #2» (уч. Ветл Удалых) Проект GuSli (Guf & Slim) - 2016 — «GuSli Introduction» - 2017 — «На взлёт» - 2017 — «Фокусы» - 2017 — «Ушла» - 2018 — «Скажи» (уч. Rigos и Мафон) |

### Концертное видео
- 2009 — «Centr. Эфир в норме»[36]

### Участие в клипах других исполнителей
- 2006 — «Новогодняя» (Guf)
- 2009 — «Миллион» («Туши свет»)
- 2009 — «Игра в реальную жизнь» (Смоки Мо и Tony P)
- 2010 — «Старость» («Птаха» и «Принцип»)
- 2012 — «Помни» (Menace Society)
- 2012 — «Снег» («Три кита»)
- 2012 — «Всё будет» (Menace Society и Nike aka Мутный)
- 2012 — «Не забуду» («Птаха»)
- 2012 — «Красное полусладкое» (Кот Балу и Костя Бес)
- 2013 — «Время» («Птаха»)
- 2013 — «Holy Father» (Раскольников и Popek)
- 2014 — «Каждую минуту» (ChipaChip, Lin и Daffy)
- 2024 — «Дремучие» (ТВЁРDЫЙ ZНАК)

### Саундтреки
- 2006 — «Жара 77» (для художественного фильма «Жара»; в составе группы Centr)
- 2014 — «Высота» (для телесериала «Физрук»; совместно с Лок Дог)
- 2015 — «Легко ли быть молодым?» (для телесериала «Легко ли быть молодым?»; в составе группы Centr).
- 2015 — «Нормально» (для телесериала «ЧОП»; совместно с Околорэп)
- 2015 — «Те дни» (для художественного фильма «Карусели»; в составе группы Centr)

## Награды и номинации
- Победитель MTV Russia Music Awards 2008 года в категории «Хип-Хоп».
- Победитель в итоговом голосовании на Rap.ru во всех номинациях: «Артист года», «Альбом года», «Лучший клип», «Событие года»[37].
- Победитель премии «Stadium RUMA 2012» в номинации «Альбом года»[3].
- Победитель премии «Золотая Горгулья 2011» в категории «Хип-хоп исполнитель».

### Комментарии
1. 1 2  Песня «Душ со льдом» (разные версии) имеется в релизах D.masta.
2. ↑  Песня «Трафик» встречается в альбоме «Эфир в норме»
3. 1 2 3  Песня «Если буду» встречается на релизах Стрижа и Ай-Q.
4. 1 2  Песня «Крылья» встречается в альбоме «Холодно».
5. ↑  Песня «Шаги» встречается в альбоме «Отличай людей».
6. 1 2  Песня (либо её другая версия) встречается в альбоме «Азимут».
7. 1 2  Песня «Новелла» встречается на релизах Slim’а, Кота Балу и Кости Беса.
8. ↑  3 коллаборации из предыдущих альбомов.